# École des Preuves

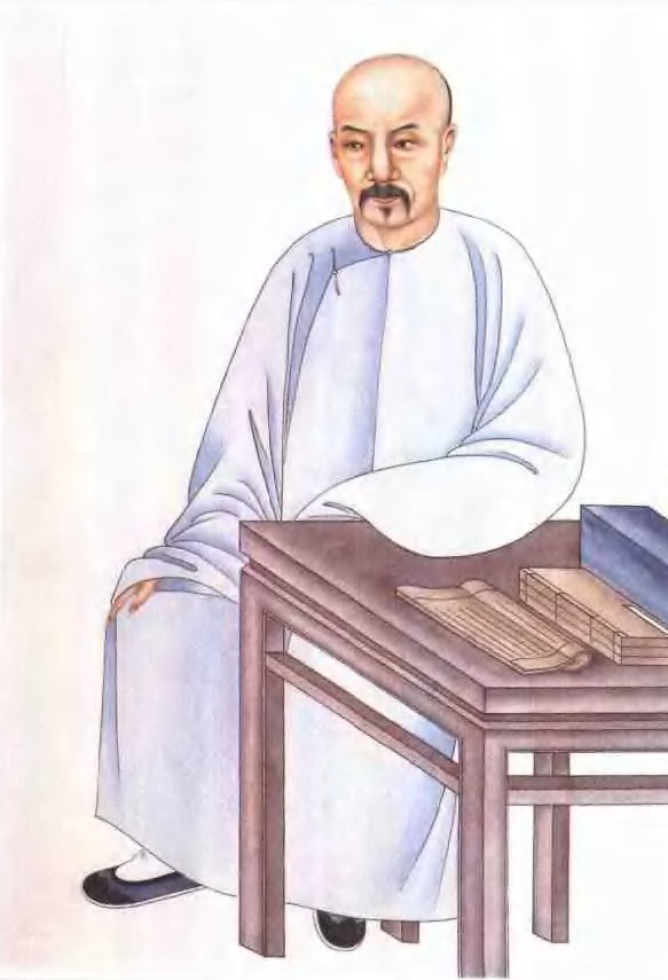
Dai Zhen (1724-1777),philosophe chinois, a contribuer philosophiquement à l'école des preuves en y apportant l'apprentissage Han.

 (novembre 2024).
Si vous disposez d'ouvrages ou d'articles de référence ou si vous connaissez des sites web de qualité traitant du thème abordé ici, merci de compléter l'article en donnant les références utiles à sa vérifiabilité et en les liant à la section « Notes et références ».
L'école des preuves, aussi connue en Chine sous le nom de Kaojuxue (chinois simplifié : 考据学 ; pinyin : kǎojùxué) ou Kaozhengxue (考证学 / 考証學, kǎozhèngxué) , et au Japon de kōshōgaku (考証学), est un courant de pensée rationaliste issu du confucianisme.
Elle connait sa plus grande période d'influence en Chine entre  1600 et 1850. Elle est diffusée au Japon à partir du début du XIXe siècle, influençant grandement l'historiographie nationale et influence l'école Sirhakpa en Corée de la dynastie Joseon à la fin du XIXe.